# Епсилон Павича
ε Павича́ — окрема зоря в сузір'ї Павича. Її можна побачити неозброєним оком (видима зоряна величина становить 3,97). Річний паралакс 31,04 кутової мілісекунди дає оцінку відстані 105 світлових років від Сонця. Зоря є членом гіпотетичної асоціації Аргус, молодої рухомої групи з понад 60 зір, пов'язаних зі скупченням IC 2391. ε Павича наближається до Сонця з радіальною швидкістю −6,7 км/с.
ε Павича має спектральну класифікацію A0 Va — це зоря головної послідовності. Вік зорі становить близько 27 мільйонів років, швидкість обертання — 85  км/с. Зоря має масу 2,2 M☉ та радіус 1,74 R☉. Її фотосфера випромінює в 32 рази більше Сонця при ефективній температурі 10440 К.